# Малый Ярудей
Малый Ярудей — река в России, протекает по территории Надымского района Ямало-Ненецкого автономного округа Тюменской области. Устье реки находится в 17 км по правому берегу реки Большой Ярудей. Длина реки составляет 125 км, водосборная площадь 880 км².

## Данные водного реестра
По данным государственного водного реестра России относится к Нижнеобскому бассейновому округу, водохозяйственный участок реки — Надым, речной подбассейн реки — подбассейн отсутствует. Речной бассейн реки — Надым.
Код объекта в государственном водном реестре — 15030000112115300051269.